# Proteina basica della mielina
La proteina basica della mielina è una proteina estrinseca della guaina mielinica.
È stata identificata come uno dei principali bersagli del sistema autoimmune nella patogenesi della placca attiva tipica della sclerosi multipla. un farmaco, il glatiramer, è attualmente impiegato in questa patologia, dove agisce come una sorta di decoy receptor per bloccare gli autoanticorpi causa di malattia.